# Marvin Creamer
Marvin Charles Creamer, né le 24 janvier 1916 et mort le 12 août 2020, est un marin et un professeur d'université américain, connu pour être la première personne à avoir fait le tour du monde sans l'aide d'instruments de navigation.

## Biographie
Creamer nait le 24 janvier 1916 près de Vineland, à environ 80 kilomètres au sud de Philadelphie,. Il fréquente lycée de Vineland (en) et vit des petits boulots directement après avoir obtenu son diplôme. Il s'inscrit finalement au New Jersey State Teachers College où il obtient son diplôme en 1943. De 1948 à 1977 il enseigne la géographie au Glassboro State College.
Il a eu trois enfants, six petits-enfants et deux arrière-petits-enfants. Il a été marié pendant 59 ans à Blanche Creamer jusqu'à sa mort en 2005.
Creamer meurt le 12 août 2020 à Raleigh, en Caroline du Nord, à l'âge de 104 ans,.

## Circumnavigation

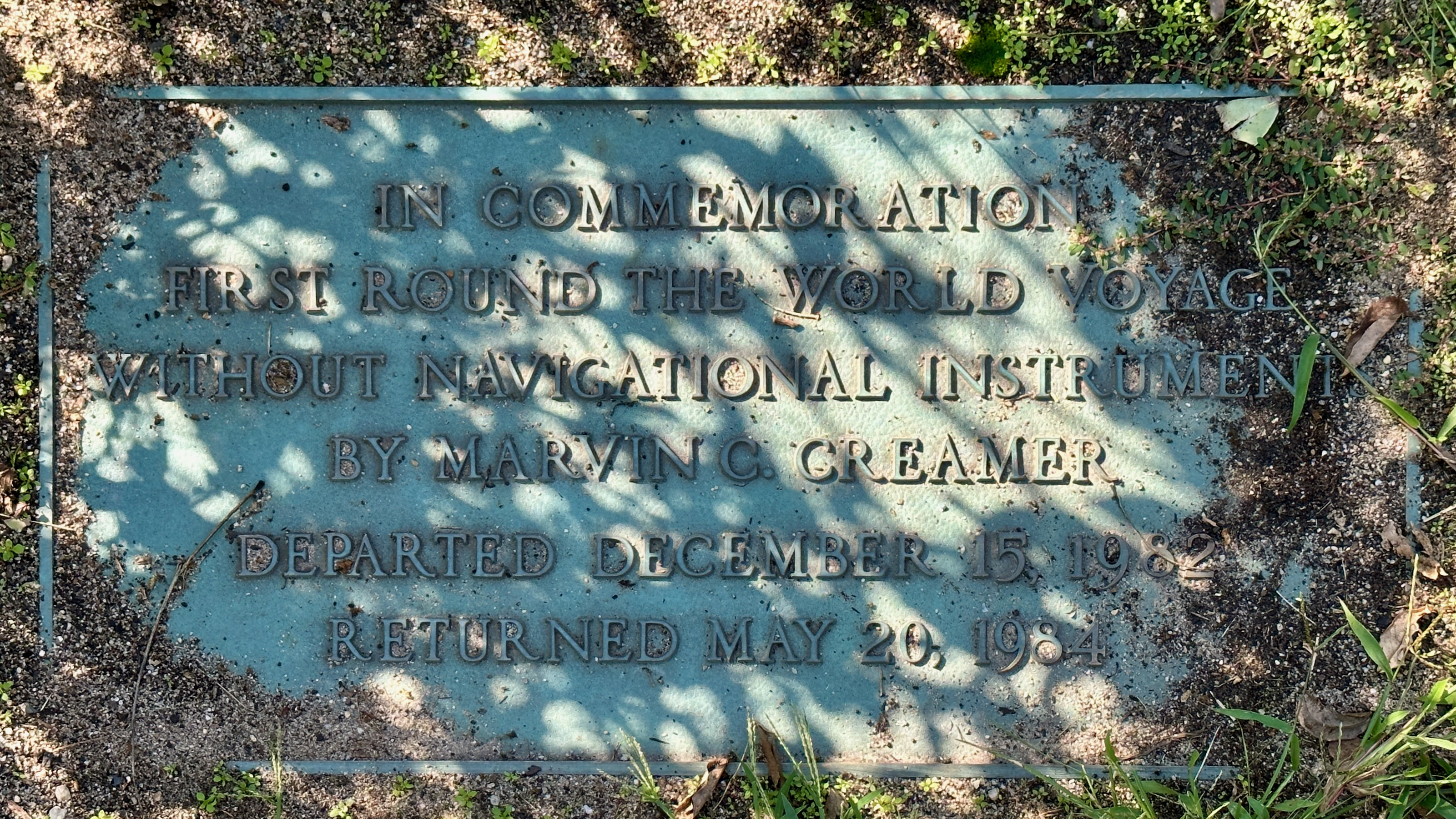
Plaque commémorative du voyage dans le parc du '

Entre le 21 décembre 1982 et le 17 mai 1984, Creamer et l'équipage de son bateau de 36 pieds Globe Star font le tour du monde sans boussole, sextant, montre ou autre instrument de navigation. Le navire a passé 511 jours en mer. Pour se diriger Creamer a observé le soleil et les étoiles, les courants et occasionnellement la faune et la flore local. Pour commémorer son voyage l'Université Rowan a créé le fond de bourses Marvin Creamer.